# Guta Moura Guedes
Guta Moura Guedes (nascida em 1965 em Torres Vedras, Portugal) é uma curadora, autora, jornalista e gestora cultural portuguesa. Ela atua na comunidade internacional de design como diretora criativa, estrategista e pensadora crítica desde o início da década de 1990.  Em 2019, foi reconhecida como uma das 25 mulheres mais influentes de Portugal.

## Biografia

### Curador e designer estratégica
Em 1999, Moura Guedes foi co-fundadora e co-curadora da Bienal ExperimentaDesign em Lisboa.  Esta plataforma cultural de design, uma mistura de exposições, palestras e conferências, funcionou durante 18 anos até 2017,  com uma edição em Amsterdã, em 2008. Recebeu mais de um milhão de visitantes e trouxe a Lisboa mais de 1.800 participantes nacionais e internacionais de 48 países diferentes. Foi curadora, entre muitas outras, das exposições “Flexibilidade” em Turim (2008), “Resistência” em Veneza (2016), "Movimento Parado" em Milão (2017), “Senso Comum” em Basileia (2019) e “Primeira Pedra” em Lisboa (2022). Ela também foi curadora de projetos específicos nas áreas de inclusão social, como Action for Age,  educação, como MUSA, e indústria e meio ambiente, como First Stone.

### Gestão cultural e catalisadora cultural
A ExperimentaDesign foi concebida como uma associação de cultura e design sem fins lucrativos em 1998. Moura Guedes foi co-fundadora e presidente desde 2000. Através deste veículo, ela atuou em uma variedade de novas iniciativas além da bienal, incluindo, mais recentemente, a "Design Foundation for Women and Crafts",[carece de fontes?] e "reCenter Culture". Em 2004 foi nomeada Administradora da Fundação Centro Cultural de Belém, pelo Governo Português. De 2006 a 2008 foi Diretora de Marketing, Design Estratégico e Desenvolvimento da Fundação Casa da Música, no Porto. Em 2017 fundou a Galeria Lisboa, situada no Palácio do Príncipe Real: foi a primeira galeria de “Design e Arquitetura” de Lisboa.

### Júris, prêmios, conselhos e comitês
Ao longo de sua carreira, Moura Guedes foi convidada para participar de vários júris, painéis de premiação, conselhos e comitês consultivos. Ela é membro do conselho consultivo da Fondazione Bisazza (Itália) e membro do Curry Stone Design Prize ( EUA ), tendo participado do júri em 2010. Em 2015, foi nomeada pelo Governo Português para ser a Comissária do Ano do Design Português.[carece de fontes?] Moura Guedes fez parte do Comitê Consultivo Internacional do “Torino 2008 World Design Capital”, do Think Tank Internacional do evento escocês “Six Cities Design Festival”[carece de fontes?] e do Comitê Editorial do “Utrecht Manifest Design 2007”.[carece de fontes?] Foi Diretora Curatorial do Prêmio Massimo Dutti de Design, membro do júri do Prix Émile Hermès (2008), do "The Design Prize" (2018) e dos "German Design Awards" (2021).[carece de fontes?] Foi convidada pelo Governo Português para participar do conselho consultivo das Comemorações Oficiais da Revolução dos Cravos em 2013. Entre 2002 e 2005 foi membro do conselho de administração da Coleção Francisco Capelo Design e Moda, uma coleção hoje abrigada no Museu do Design, MUDE, em Lisboa.

### Escrita e televisão
Moura Guedes tem escrito uma coluna semanal sobre design no jornal Expresso desde 2019. Ela escreve regularmente para revistas nacionais e internacionais e tem contribuído para vários catálogos de exposições e livros, incluindo no "& Fork" (2007), o livro do Phaidon Press sobre design industrial contemporâneo. Moura Guedes tem presença regular em debates e entrevistas na televisão. Em 2001, foi co-autora do “EXDMagazine”, um programa sobre design internacional e cultura contemporânea. Entre 2004 e 2005 apresentou o talk-show da televisão "Encontro Marcado",  entrevistando mais de 40 convidados sobre temas da cultura portuguesa moderna. Em 2010 ela concebeu e apresentou um talk-show semanal da televisão chamado “Cidades Visíveis”[carece de fontes?] com foco em cultura e práticas criativas em contextos urbanos contemporâneos. Foi comissária dos documentários Primeira Pedra, exibidos pela primeira vez em 2018 na RTP2.

### Palestras, conferências e ensino
Moura Guedes tem participado regularmente em palestras, debates e conferências sobre desenvolvimento social e sustentável, sobre design e sobre cultura em Portugal, no estrangeiro e no mundo digital. Alguns exemplos destes eventos são "Torino Geodesign" (2008), "Miartalks, Curating Design" (2014), "Uselessness: Is this humankind's most valuable tool?" (2018) e com o Vitra Design Museum (2021). Foi professora de Design & Inovação na Católica Lisbon School of Business and Economics.

### Honrarias
Em 2005, Moura Guedes foi homenageada pelo Governo Francês com a “Ordre de Chevalier des Arts et des Lettres”[carece de fontes?] e em 2024 pelo Presidente da República Italiana com a “Ordine dei Cavalieri al Merito della Repubblica Italiana, da Ordine Della Stella d'Italia”, pelas suas contribuições ao design e à cultura em todo o mundo.